# Миљеница (албум)
Миљеница је седми студијски албум српске фолк певачице Анице Миленковић, издат 1998. године и први који је издат за Гранд продакшн. Пратеће вокале је певала Наташа Ђорђевић. На албуму се налази песма Милане, која је новокомпонова верзија староградске песме Мој Милане, са изворним рефреном и додатком нових стихова. На албуму су радили Саша Поповић, Рођа Раичевић, Драган Брајовић Браја.

## Списак песама
| №   | Назив                   | Текст                        | Музика                 | Трајање |  |
| 1.  | Милане                  | Стева Симеуновић, изворна    | Стева Симеуновић       |         |  |
| 2.  | Шта је теби, шта ти је  | Стева Симеуновић             | Стева Симеуновић       |         |  |
| 3.  | Један дан би са мном ти | Стева Симеуновић             | Стева Симеуновић       |         |  |
| 4.  | Имаћу те ја             | Љиљана Јевремовић            | Рођа Раичевић          |         |  |
| 5.  | Где си ноћи ове         | Драган Брајовић Браја        | Драган Брајовић Браја  |         |  |
| 6.  | Миљеница                | Драган Брајовић Браја        | Драган Брајовић Браја  |         |  |
| 7.  | Шта ми вреде савети     | Стева Симеуновић             | Стева Симеуновић       |         |  |
| 8.  | Рођени ме издали        | Боса Гајић                   | Саша Поповић           |         |  |
| 9.  | Туђе није слађе         | Мирољуб Брзаковић Брзи       | Мирољуб Брзаковић Брзи |         |  |
| 10. | Мали анђео              | Весна Петковић (текстописац) | Рођа Раичевић          |         |  |